# 小池崇之
小池 崇之（こいけ たかゆき、1984年10月12日 - ）は、400メートルのハードルに特化した日本の元陸上選手である。 
2002年アジアジュニア陸上競技選手権大会で銀メダル、2005年東アジア競技大会で金メダル、2005年夏季ユニバーシアードで銀メダルを獲得し、 2010年IAAFコンチネンタルカップで8位に入賞した。
個人的なベストタイムは49.23秒で、2005年7月に東京で達成された。

## 参照資料
1. ↑  “Asian Junior Championships”. GBR Athletics.   Athletics Weekly. 2019年8月6日閲覧。
2. ↑  “East Asian Games”. GBR Athletics.   Athletics Weekly. 2019年8月6日閲覧。
3. ↑  【イズミル大会・陸上競技】400mハードルで金・銀メダル獲得！
4. 1 2    - 小池崇之 - ワールドアスレティックスのプロフィール（英語）